# پی‌اس تردا (۱۸۷۶)
پی‌اس تردا (۱۸۷۶) (به انگلیسی: PS Tredagh (1876)) یک کشتی بود که طول آن ۲۴۱٫۲ فوت (۷۳٫۵ متر) بود. این کشتی در سال ۱۸۷۶ ساخته شد.